# Andy Mulligan
Andy Mulligan (Londen, 20 maart 1966) is een Britse auteur, vooral bekend om zijn jeugdboeken.

## Biografie
Mulligan groeide op in Zuid-Londen. Hij werkte tien jaar als theaterregisseur voordat hij zich omschoolde tot docent. Zijn onderwijsloopbaan bracht hem naar India, Brazilië, Vietnam, de Filipijnen en het Verenigd Koninkrijk. Deze internationale ervaringen hebben een sterke invloed gehad op zijn literaire werk.

### Carrière
Mulligans debuutroman, Ribblestrop, werd in 2009 uitgegeven door Simon & Schuster. Het verhaal ontstond tijdens een wandeling met een collega-docent, waarbij zij fantaseerden over het omvormen van een vervallen landhuis tot een volstrekt ongepaste school.
Zijn tweede roman, Trash, speelt zich af op een vuilnisbelt in een grote, naamloze stad die sterk doet denken aan Manilla. Het verhaal volgt een straatjongen die als afvalraper leeft. Het boek werd genomineerd voor een Blue Peter Book Award, maar werd van de shortlist verwijderd vanwege scènes met geweld en grof taalgebruik, die als ongeschikt werden beschouwd voor het jongste deel van het publiek. Uitgever David Fickling verklaarde dat het vermijden van de harde realiteit van straatkinderen onwaarachtig zou zijn en dat men kinderen niet moet misleiden met een geromantiseerd wereldbeeld. Trash werd in 2012 genomineerd voor de CILIP Carnegie Medal. De Nederlandse vertaling van het boek werd in datzelfde jaar bekroond met een Gouden lijst en met de Jenny Smelik-IBBY-prijs. In 2014 verscheen een verfilming van het boek onder regie van Stephen Daldry.
In 2011 verscheen Return to Ribblestrop, het eerste van twee vervolgen op Ribblestrop. Voor dit werk ontving Mulligan de Guardian Children’s Fiction Prize, een literaire prijs die slechts eenmaal in een auteursleven kan worden gewonnen en wordt toegekend door een jury van Britse kinderboekenschrijvers. Juryvoorzitter Julia Eccleshare prees het boek om zijn anarchistische toon, humor, warme karakter en authentieke weergave van kinderen.

## Prijzen
- 2012 Gouden lijst voor Nederlandse vertaling van Trash
- 2012 Jenny Smelik-IBBY-prijs voor Trash
- 2011 Guardian Children's Fiction Prize voor Return to Ribblestrop
- Ribblestrop, shortlist voor Roald Dahl Funny Prize in 2009.
- Trash, shortlist voor CILIP Carnegie Medal in 2012.

- Bibsys: 11034851
- Bibliothèque nationale de France: cb166312593 (data)
- Catàleg d'autoritats de noms i títols de Catalunya: 981058511429606706
- Gemeinsame Normdatei: 141916397
- International Standard Name Identifier: 0000 0003 5572 6979
- Library of Congress Control Number: nb2010008428
- Nationale Bibliotheek van Tsjechië: xx0190239
- Nationale Bibliotheek van Israël: 987007410117005171
- Nederlandse Thesaurus van Auteursnamen: 32284830X
- Système universitaire de documentation: 185362532
- Virtual International Authority File: 129771006
- WorldCat: E39PBJgMCPwXDRgprJk7wvbGHC